# Metamora (Illinois)
Pour les articles homonymes, voir Metamora.
Metamora est un village situé au centre-ouest du comté de Woodford, dans l'Illinois, aux États-Unis,. Il est incorporé le 17 mars 1876.

## Démographie
Lors du recensement de 2010, le village comptait une population de 3 636 habitants. Elle est estimée, en 2016, à 3 744 habitants.

### Source de la traduction
- (en) Cet article est partiellement ou en totalité issu de l’article de Wikipédia en anglais intitulé « Metamora, Illinois » (voir la liste des auteurs).